# Иван Мачек
Иван Мачек Матија (Сподња Задоброва, код Љубљане, 28. мај 1908 — Љубљана, 1. април 1993) био је учесник Народноослободилачке борбе, друштвено-политички радник СФРЈ и СР Словеније, јунак социјалистичког рада и народни херој Југославије. У периоду од 1963. до 1967. обављао је функцију председника Скупштине СР Словеније.

## Биографија
Рођен је 28. маја 1908. године у селу Сподња, код Задоброва, у близини Љубљане. Основну школу је завршио у Пољу, а затим је код стрица учио тесарски занат и завршио три разреда занатске школе. Још у раној младости дошао је у додир са радничким покретом, који је у његовом крају био веома снажан и масован. Године 1930, после одслужења војног рока, у Карловцу, примљен је у чланство Комунистичке партије Југославије (КПЈ).
Године 1931. изавран је за секретара Рејонског комитета за Поље и Сестро, а убрзо потом и за члана Окружног комитета за Љубљану и Покрајинског комитета КПЈ за Словенију. На Четвртој покрајинској конференцији, септембра 1934. године, изабран је за секретара ПК КПЈ за Словенију. Године 1935. послат је у Совјетски Савез, где је завршио „Међународну лењинску школу“. По повратку у Краљевину Југославију 1937. године учествује на Оснивачком конгресу Комунистичке партије Словеније и бива изабран за члана Централног комитета.
Године 1938. је ухапшен и од Суда за заштиту државе осуђен на четири године затвора. Казну је издржавао у затвору у Сремској Митровици, где је био члан Казнионичког комитета КПЈ. После Априлског рата и окупације Краљевине Југославије, који су га затекли у затвору, заједно са осталим робијашима-комунистима учествовао је у припреми бега. Кроз тунел, који су прокопали испод зидина затвора, 22. августа 1941. године, побегла је група од 32 затвореника, међу њима је био и Иван Мачек.

### Народноослободилачка борба
После бега из затвора, заједно са осталим затвореницима придружио се фрушкогорским партизанима. Крајем септембра 1941. године, с једним делом бивших затвореника прешао је у Србију. Тада га је Врховни штаб упутио у Словенију, али због отпочињања Прве непријатељске офанзиве, тај пут је био онемогућен и он је до марта 1942. године вршио дужност секретара партијске ћелије Врховног штаба.
Марта 1942. године, заједно са Едвардом Кардељем, добио је лажне исправе и са њима кренуо из Чевљановића у Сарајево, а одатле даље возом преко Загреба у Љубљану, где су се тада налазили Главни штаб Словеније и ЦК КП Словеније. По доласку, именован је за политичког комесара Главног штаба словеначких партизанских одреда. Средином маја 1942. године, заједно са осталим члановима Штаба, пребацио се на ослобођену територију. Октобра 1942. године именован је за команданта Главног штаба и руководио је противофанзивом против Беле гарде, а у зиму борбама у Хрватској и у време Четврте непријатељске офанзиве.
Јула 1943. године дужност команданта Главног штаба Словеније препушта Францу Розману, а као члан Политбироа ЦК КПС посвећује се искључиво политичком раду. На Кочевском збору, октобра 1943. године, изабран је за члана Словеначког народноослободилачког одбора. Фебруара 1944. године постао је повереник за унутрашње послове у Словеначком НО одбору. У пролеће 1944. одлази у Врховни штаб НОВ и ПОЈ, где га је затекао немачки десант на Дрвар. После повратка у Словенију преузео је дужност повереника Одељења за заштиту народа (ОЗН) за Словенију, а децембра 1944. године добија чин генерал-мајора. Исте године изабран је и за члана Извршног одбора Освободилне фронте.

### Послератна каријера
После ослобођења Словеније и Југославије, обављао је многе одбоворне дужности:
- од 1945. до 1953. године био је министар унутрашњих послова, потпредседник Владе и председник Привредног савета НР Словеније,
- од 1953. до 1963. године потпредседник Извршног већа Народне скупштине НР Словеније, члан Савезног извршног већа (СИВ) и организациони секретар ЦК СК Словеније,
- од 1963. до 1967. године био је председник Скупштине СР Словеније.

За народног посланика Скупштине Словеније и Савезне скупштине СФРЈ, биран је у више сазива. Био је дугогодишњи члан Централног комитета Савеза комуниста Словеније и Централног комитета Савеза комуниста Југославије, председник СУБНОР-а Словеније и члан Савета федерације.
Умро је 1. априла 1993. године у Љубљани. Његова рођена сестра била је Пепца Кардељ, супруга Едварда Кардеља.
Носилац је Партизанске споменице 1941. и других југословенских одликовања, међу којима су — Орден јунака социјалистичког рада, Орден народног ослобођења, Орден југословенске звезде са лентом и Орден партизанске звезде са златним венцем. Орденом народног хероја одликован је 15. јула 1952. године.

## Галерија
- Иван Мачек (први здесна) са словеначким руководиоцима, 1961.
- Едвард Кардељ и Иван Мачек, 1964.
- Иван Мачек, Валтер Улбрихт и Јосип Броз Тито (слева на десно), 1966.
- Иван Мачек (други слева), са Јосипом Брозом Титом, његовом супругом Јованком и словеначким руководиоцима, на Брду код Крања, 1967.
- Орден народног хероја